# Heathrow Terminal 5 állomás
A Heathrow Terminal 5 a londoni metró egyik állomása a 6-os zónában, a Piccadilly line érinti, illetve innen indul a Heathrow Express is London Paddington pályaudvarra.

## Története
Az állomást 2008. március 27-én adták át az új terminál átadásával egy időben.

## Forgalom
| Járat            | Útvonal | Gyakoriság    |
| ---------------- | --- | ------------- |
|                  | Cockfosters – Oakwood – Southgate – Arnos Grove – Bounds Green – Wood Green – Turnpike Lane – Manor House – Finsbury Park – Arsenal – Holloway Road – Caledonian Road – King’s Cross St. Pancras – Russell Square – Holborn – Covent Garden – Leicester Square – Piccadilly Circus – Green Park – Hyde Park Corner – Knightsbridge – South Kensington – Gloucester Road – Earl’s Court – Barons Court – Hammersmith – Turnham Green – Acton Town – South Ealing – Northfields – Boston Manor – Osterley – Hounslow East – Hounslow Central – Hounslow West – Hatton Cross – Heathrow Terminals 2 & 3 – Heathrow Terminal 5 | 10 percenként |
| Heathrow Express | Paddington – Heathrow Central – Heathrow Terminal 5 | 15 percenként |

## Átszállási kapcsolatok
| Állomás             | Átszállási kapcsolatok                                    |
| ------------------- | --------------------------------------------------------- |
| Heathrow Terminal 5 | Helyi, helyközi és távolsági buszok (Heathrow Terminal 5) |

## Fordítás
- Ez a szócikk részben vagy egészben  a   Heathrow Terminal 5 station című angol Wikipédia-szócikk fordításán alapul.  Az eredeti cikk szerkesztőit annak laptörténete sorolja fel. Ez a jelzés csupán a megfogalmazás eredetét és a szerzői jogokat jelzi, nem szolgál a cikkben szereplő információk forrásmegjelöléseként.